# SK Schwadorf
Az ASK Schwadorf egy osztrák labdarúgóklub, székhelye Schwadorf. Jelenleg a Red Zac Erste Liga-ban játszanak, az osztrák labdarúgás másodosztályában.
A klubot 1936 májusában alapították. és az első mérkőzésüket abban az évben június 7-én játszották a Fischamend ellen, ahol 4-3-ra nyertek.
2005. augusztus 8-án az ASK Schwadorf vendégül látta a spanyol óriás Real Madridot egy szezon előtti barátságos mérkőzésen. A látogatók mezőnye tartalmazta a korábbi FIFA év labdarúgóját, a francia Zinédine Zidane-t, Raúl-t, az angol David Beckham és Michael Owen duót, a brazil Ronaldo-t és Roberto Carlos-t. A Real 4-1-re nyert, a gólokat Raúl, Ronaldo, Javier Portillo és Owen szerezte.
Hasonlóképpen a klub vendégül látta az angol Premier Leagueben szereplő Arsenalt egy barátságos előkészületi mérkőzésen 2006. július 31-én. A vendégek, akiknek a kezdője a megszokott volt, 8-1-re győztek.
A klub tizenkét pont előnnyel megnyerte a Landesliga bajnokságot 2005/06-ban.
Megnyerték a Regionalliga Keleti csoportját 2006-07-ben, ekképpen az eredmény a feljutás öt alkalommal hat év alatt. A 30 bajnoki mérkőzésükből 22-t megnyertek, 6-szor döntetlent értek el és 2-szer veszítettek. Hét pontos különbséggel a második helyezett Polizei Feuerwehr előtt.
2005 és 2007 között a vezetőedzőjük a korábbi Austria Wien középpályás Attila Sekerlioglu volt. 2007 augusztusától utóda Bernd Krauss.

## Jelenlegi keret
2007 júliusából:
| #  |           | Poszt | Név               |
| -- | --------- | ----- | ----------------- |
| 1  | Ausztria  | K     | Thomas Mandl      |
| 2  | Ausztria  | V     | Andreas Schicker  |
| 4  | Szerbia   | KP    | Nenad Grozdic     |
| 5  | Ausztria  | KP    | Roman Mählich     |
| 6  | Ausztria  | KP    | Thomas Reitprecht |
| 7  | Ausztria  | V     | Oliver Lederer    |
| 9  | Ausztria  | CS    | Hannes Toth       |
| 10 | Szlovákia | CS    | Martin Labaska    |
| 11 | Ausztria  | KP    | Marcus Pürk       |
| 13 | Ausztria  | V     | Anton Ehmann      |
| 14 | Cseh      | CS    | Marek Kincl       |

| #  |           | Poszt | Név                    |
| -- | --------- | ----- | ---------------------- |
| 15 | Ausztria  | KP    | Michael Wagner         |
| 16 | Ausztria  | KP    | Thomas Luttenberger    |
| 17 | Ausztria  | KP    | Roman Christ           |
| 18 | Ausztria  | KP    | Mato Simunovic         |
| 19 | Ausztria  | KP    | Thomas Jusits          |
| 20 | Ausztria  | K     | Patrick Tischler       |
| 21 | Ausztria  | V     | Alexander Jank         |
| 23 | Szlovákia | V     | Jozef Valachovič       |
| 24 | Brazília  | V     | Louis Jesus Washington |
| 26 | Ausztria  | KP    | Marco Sahanek          |
| 27 | Ausztria  | CS    | Daniel Kastner         |

## Rekordok
A klub legnagyobb győzelme 1983. április 22-én volt, amikor elverték az ASK Edelsthal-t 10-0-ra. Az utánpótlás csapatuk, az ASK Schwadorf II 19-0-ra nyert ugyanazon a napon.

## Külső hivatkozások
- Hivatalos honlap[halott link] (Német)
- Profil az Eufo.de-n